# Kreisiraadio
Kreisiraadio is een Estse komedieact en muziekgroep. 

## Radio en tv
Kreisiraadio is sinds 1993 een komedieprogramma op het Estse radiostation Kuku Radio. Later was dit programma ook op televisie te zien. De leden Hannes Võrno, Peeter Oja en Tarmo Leinatamm improviseren dan verschillende sketches.

## Eurovisiesongfestival
In 2008 namen ze namens Estland deel op het Eurovisiesongfestival met het nummer Leto svet (Nederlands: Zomerlicht). Ze namen het in de Estische voorronde op tegen 9 andere artiesten. Ze wonnen zowel de eerste en de tweede ronde ruimschoots. Leto svet wordt gezongen in het Servisch en enkele zinnen Duits en Fins. Het gezongen Servisch is echter grammaticaal niet helemaal correct. De zinnen die in het Duits en Fins gezongen werden waren enkel "Zomerlicht, het is zomerlicht". Het lied sloeg echter in Europa niet aan, het kreeg in de eerste halve finale slechts 8 punten, 7 van Finland en 1 van Moldavië. Het werd daarmee voorlaatste, voor San Marino. 
1994: Silvi Vrait · 
1996: Ivo Linna & Maarja-Liis Ilus · 
1997: Maarja-Liis Ilus · 
1998: Koit Toome · 
1999: Evelin Samuel & Camille · 
2000: Ines · 
2001: Tanel Padar, Dave Benton & 2XL · 
2002: Sahlene · 
2003: Ruffus · 
2004: Neiokõsõ · 
2005: Suntribe · 
2006: Sandra Oxenryd · 
2007: Gerli Padar · 
2008: Kreisiraadio · 
2009: Urban Symphony · 
2010: Malcolm Lincoln · 
2011: Getter Jaani · 
2012: Ott Lepland · 
2013: Birgit Õigemeel · 
2014: Tanja · 
2015: Elina Born & Stig Rästa · 
2016: Jüri Pootsmann · 
2017: Koit Toome & Laura · 
2018: Elina Netsjajeva · 
2019: Victor Crone · 
2021: Uku Suviste · 
2022: Stefan · 
2023: Alika · 
2024: 5miinust & Puuluup · 
2025: Tommy Cash